# Jennifer Hof
Jennifer Karin-Luise Hof (Rodgau, 15 de mayo de 1991) es una modelo alemana y ganadora del tercer ciclo de Germany's Next Topmodel.

## Biografía
Hof vive en la ciudad de Rodgau, Alemania, donde asistió a la Realschule. Se graduó durante su participación en el programa.
En el último episodio, con sus piernas de 113 centímetros como su marca registrada, dejó atrás a las otras dos finalistas, Janina Schmidt y Christina Leibold, y fue declarada ganadora del título "Germany's Next Topmodel". El premio incluye un contracto con la agencia de modelos IMG Models en París, una aparición en la portada de la edición alemana de Cosmopolitan en agosto de 2008, su propia marca de perfume, "Jenny K.L." y un contrato para ser la cara de la nueva campaña publicitaria para la marca de ropa C&A.
Hof actualmente está tomándose un tiempo fuera de las pasarelas para completar sus estudios de Abitur en el Dreieichschule en Langen.